# Dragoevo, Șumen
Dragoevo (în bulgară Драгоево) este un sat în comuna Veliki Preslav, regiunea Șumen,  Bulgaria. 

## Demografie
Componența etnică a satului Dragoevo
     Bulgari (91,74%)
     Nicio identificare (6,51%)
     Altele (2,32%)
La recensământul din 2011, populația satului Dragoevo era de 860 locuitori. Din punct de vedere etnic, majoritatea locuitorilor (91,74%) erau bulgari. Pentru 6,51% din locuitori nu este cunoscută apartenența etnică.